# Ломовка (посёлок, Арзамасский район)
Ломо́вка — посёлок в Арзамасском районе Нижегородской области, административный центр Ломовского сельсовета

## География
Ломовка находится в Арзамасском районе Нижегородской области и относится к Ломовскому сельсовету. На территории посёлка расположены пруды Школьный, Синий, Директорский, Мутный; озёра Куликовское и Байкал (не путать с глубочайшим озером мира Байкал).

## Население
| 1999 | 2002  | 2010  |
| ---- | ----- | ----- |
| 1502 | ↘1364 | ↗1466 |

## Улицы
- Заводская (переулки — 1 и 2)
- Заводской Микрорайон
- Арзамасская
- Советская
- Набережная
- Зелёная
- Дачная
- Цыганова
- Парковая
- Микрорайон

## Транспорт
Остановочный пункт на линии Нижний Новгород — Арзамас и Арзамас — Ломовка.

## Культура
В посёлке Ломовка расположена Покровская церковь, рядом с которой — сквер Победы. В его центре установлен памятник, монумент памяти односельчанам, погибшим в годы Великой Отечественной войны.

## Инфраструктура и образование
Есть детский сад, школа, спортивная площадка и кафе.

## Галерея

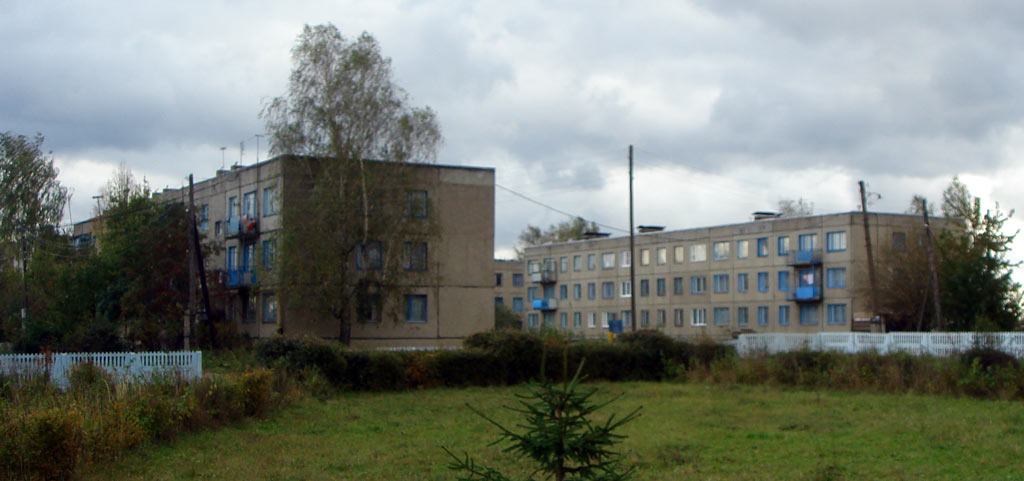
Панельные дома
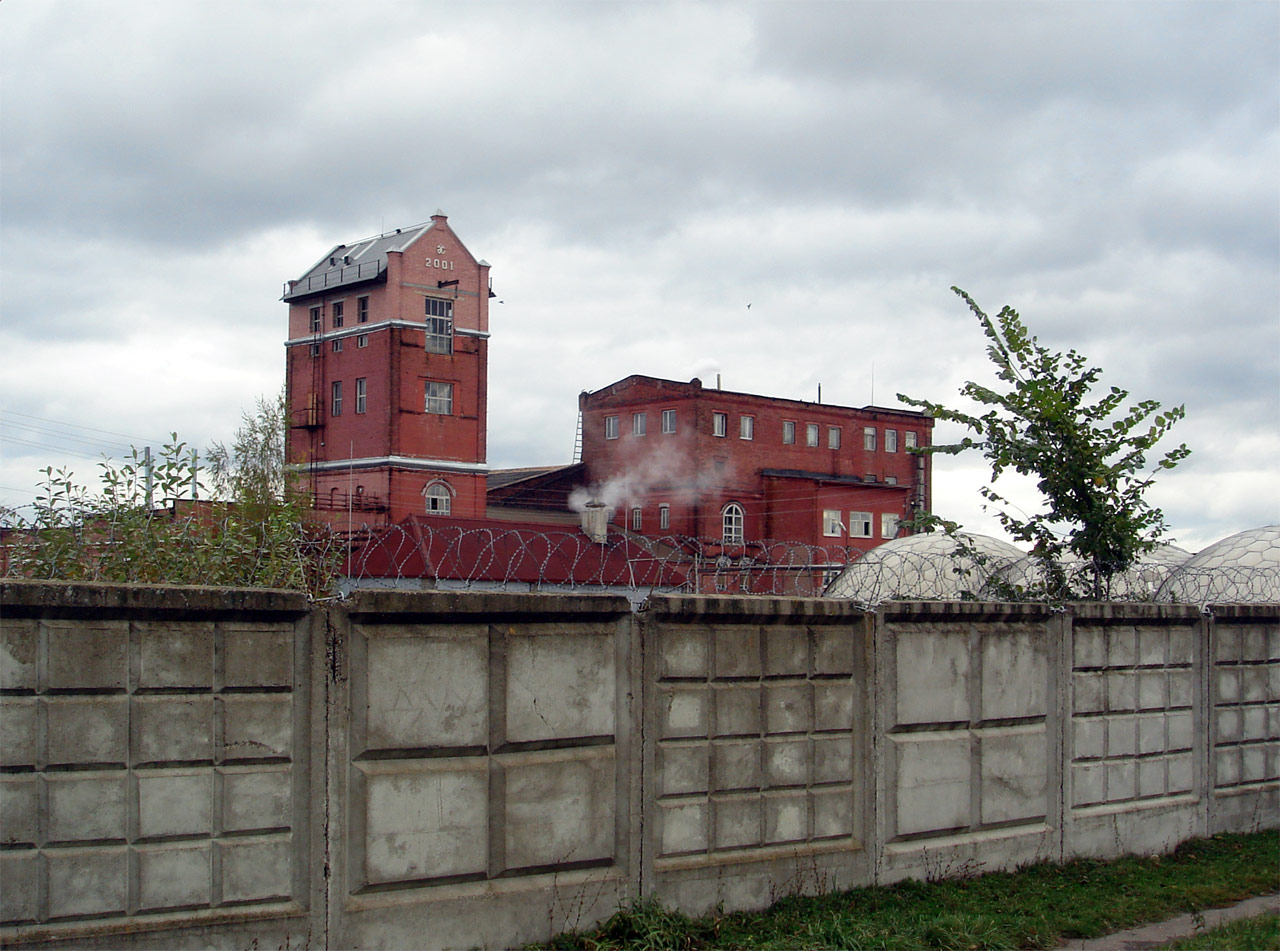
Завод «Арзамасспирт» (закрыт с февраля 2020 года)
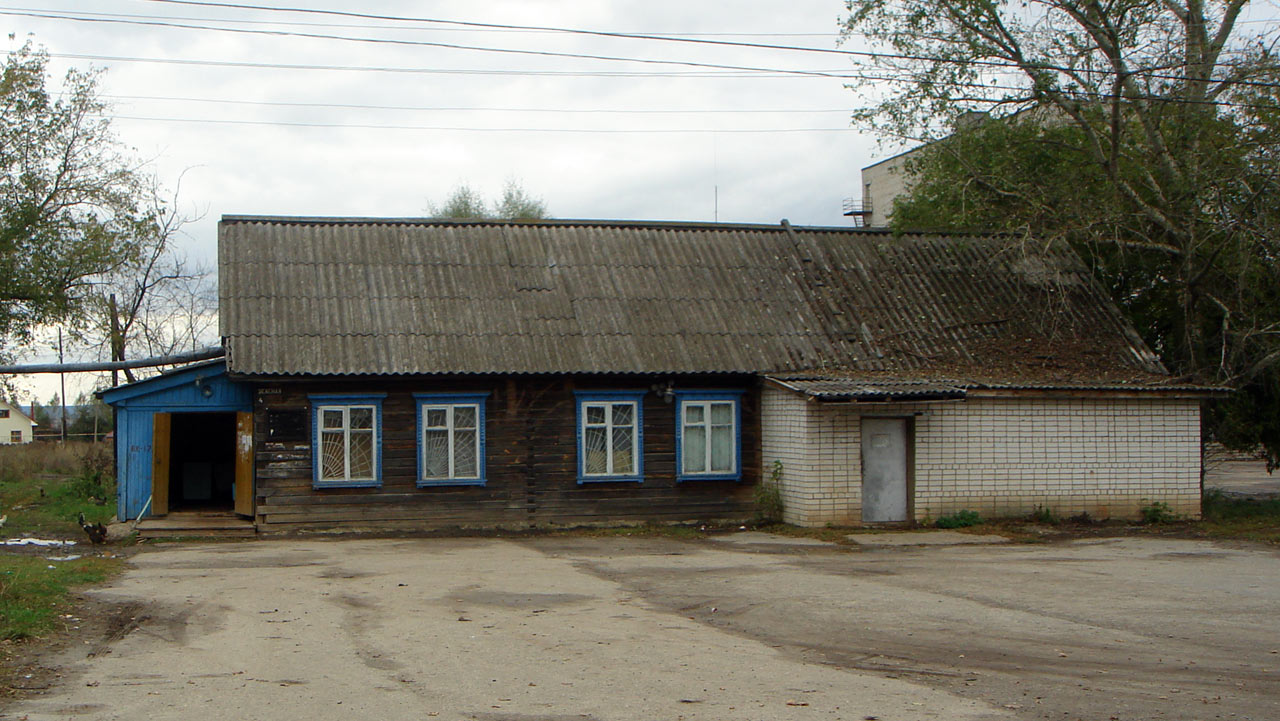
Магазин сети магазинов «Малинка»
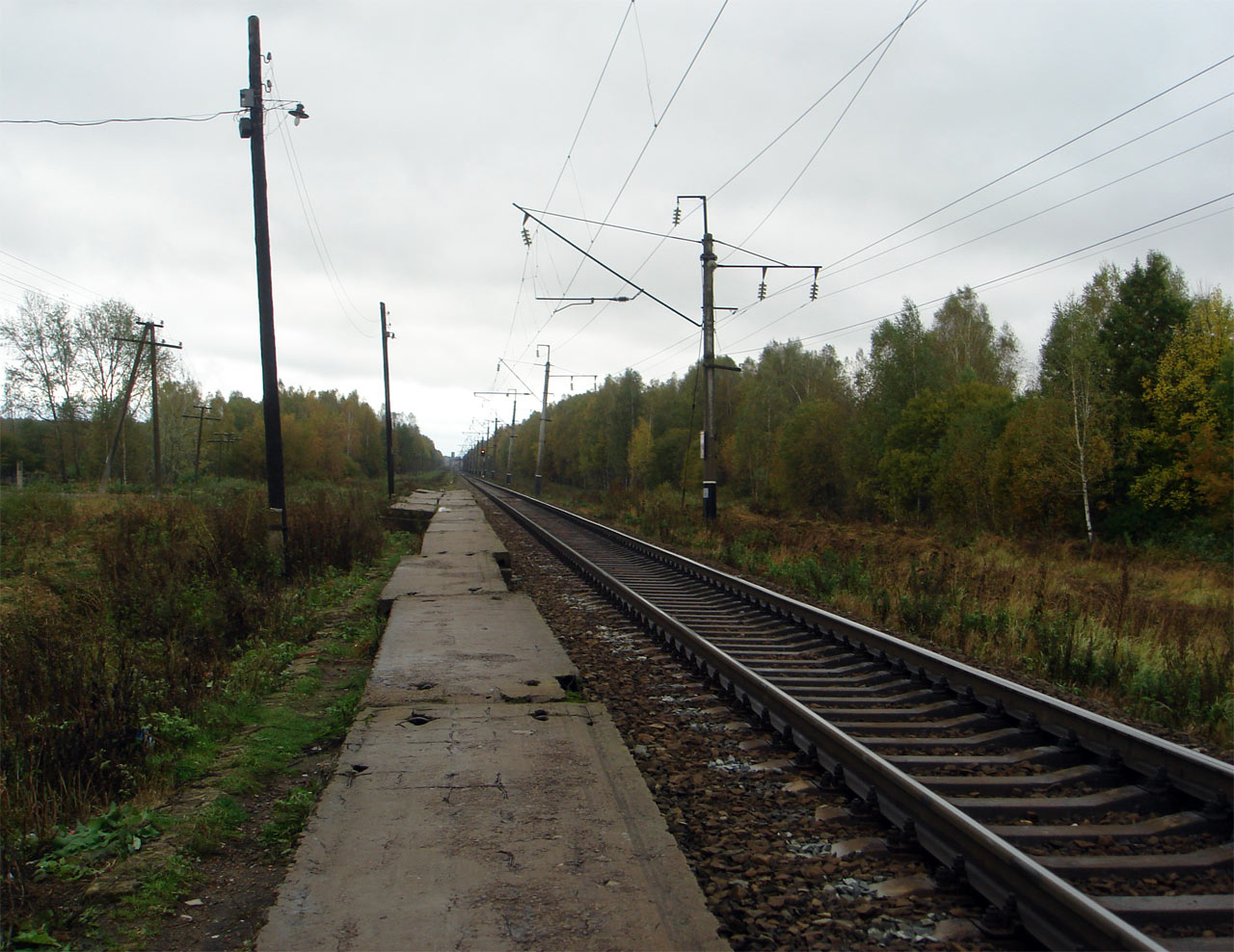
Платформа о. п. Ломовка